# Planum Boreum
Il Planum Boreum è una struttura geologica della superficie di Marte.